# 尤卡坦海峡

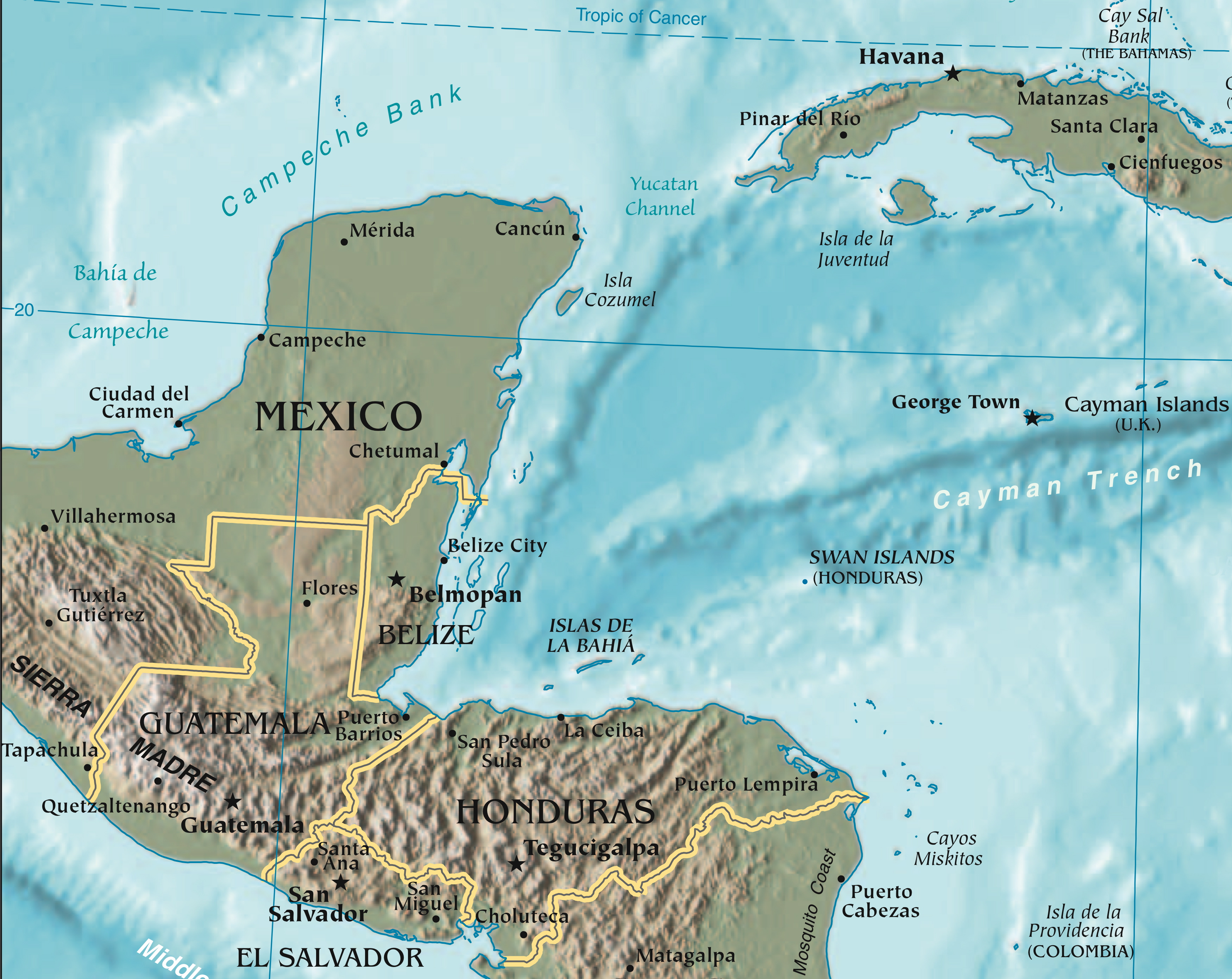
尤卡坦海峡区域地形图

尤卡坦海峡（Canal de Yucatán），是位于古巴岛西端至墨西哥尤卡坦半岛北端之间的海峡，是墨西哥湾南部通往加勒比海的通道。
该海峡宽约216公里，最深处2202米，为美国南部诸港通往巴拿马运河的主要战略通道。
21°34′42″N 85°54′27″W / 21.57833°N 85.90750°W